# Shanay-timpishka
El Shanay-timpishka ('hervido con el calor del sol') es un río que se encuentra en el Perú. Está ubicado en la provincia de Puerto Inca en Huánuco. Tiene una longitud de 6,4 km. La temperatura del río llega a 94 °C.